# Gebhard Braun
Gebhard Florian Braun (* 4. Januar 1843 in Retterschen; † 8. November 1911 in Ravensburg) war Kaufmann und Mitglied des Deutschen Reichstags.

## Leben
Braun besuchte die Lateinschule in Tettnang und schlug dann die kaufmännische Laufbahn in Bank-En-gros- und Fabrikgeschäften ein. Zwischen 1869 und 1888 war er Inhaber einer Metalltuchfabrik in Biberach.
Von 1890 bis 1903 war er Mitglied des Deutschen Reichstags für den Wahlkreis Württemberg 16 (Biberach, Leutkirch, Waldsee, Wangen) und die Deutsche Zentrumspartei.